# Mediaplanung
Unter Mediaplanung wird der gesamte Planungsprozess zur gezielten Nutzung von Massenmedien (Zeitschriften, Zeitungen, Hörfunk, Fernsehen, Internet usw.) für Zwecke der Werbung verstanden.

## Ablauf
Der Prozess der Mediaplanung ist eingebunden in den Marketing-Management-Prozess. Um die aus den Marketingzielen abgeleiteten Werbeziele zu erreichen, analysiert die Mediaplanung folgende Fragen:
1. Welches Budget wird benötigt?
2. Wie lautet die Werbebotschaft?
3. Wer soll mit der Werbekampagne erreicht werden?  (Zielgruppe)
4. Welche Werbeform soll eingesetzt werden? (Werbemittel)
5. In welchen Medien soll geworben werden? (Werbeträger)
6. Wann und wo soll geworben werden? (zeitliche und geographische Streuung)
7. In welcher Art soll geworben werden? (kontinuierlich oder mit Unterbrechungen)

Im Anschluss an diese Fragen bzw. diese Planung erfolgt die Werbedurchführung sowie die Werbeerfolgskontrolle.
Die zunehmende Zahl der Werbeträger wie Privatfernsehen und eine erhöhte Zahl von Publikums- und Fachzeitschriften sowie das Aufkommen zahlreicher elektronischer Medien (z. B. World Wide Web, E-Mail, Web-Feeds, Radio Data System u. v. m.) und neuer Plakatformate haben die Mediaplanung seit den 1980er Jahren erheblich komplexer gemacht und zur Spezialisierung zahlreicher Unternehmen der Branche geführt. Deswegen wird Mediaplanung seit Mitte der 80er-Jahre zunehmend von spezialisierten Agenturen (Mediaagenturen) durchgeführt. Bis dahin wurde die Mediaplanung in Werbeagenturen erledigt. Einige Unternehmen bilden auch eigene Mediaabteilungen, um die individuellen Werbekonzepte exakt und eigenständig gesteuert umzusetzen.
Zunehmend wird in der Mediaplanung von den Agenturen der Wirkungsnachweis für eine Kampagne erwartet. Um diese Anforderung erfüllen zu können, wurden in zahlreichen Agenturen Abteilungen geschaffen, die Werbewirkungsforschung betreiben.
Ziel der Mediaplanung ist der optimale Einsatz des Werbebudgets innerhalb der Kommunikationsziele eines Unternehmens. Diese können unter anderem die Steigerung von Bekanntheit und Umsatz umfassen.
Wichtige Kennzahlen der Mediaplanung sind u. a. Reichweiten, Kontakte (Tausend-Kontakt-Preise (TKP)) und Gross Rating Points (GRP). Neben rein quantitativen Zielen ist die Qualität der Kontakte von großer Bedeutung, um die Zielgruppe möglichst exakt zu treffen und den Streuverlust zu minimieren.
Die Mediaplanung findet i. d. R. softwaregestützt statt, um die überschneidungsfreie Netto-Reichweite eines Mediaplans bezogen auf die Zielgruppe berechnen zu können. Beispiele für solche Programme sind M-Cloud, MDS und mediMACH.

## Mediaselektion in der Kommunikationspolitik des Marketings
Als Hilfsmittel zur endgültigen Erstellung des Streuplans des Budgets bei der Mediaselektion kommt der Tausender-Kontakt-Preis zum Einsatz.

### Intermediaselektion
Die Intermediaselektion befasst sich mit der Auswahl der einzelnen Werbeträgergruppen. Die Werbeträgergruppen können anhand verschiedener Kriterien charakterisiert und bezüglich ihrer Eignung zur Erreichung der Kommunikationsziele bewertet werden.
Zu den Kriterien der Intermediaselektion gehören:
- Funktion für den Nutzer und Nutzsituation
- Erscheinungsweise
- Reichweite und Verbreitung (quantitativ/qualitativ)
- zeitliche Verfügbarkeit
- Stellung im Media-Mix
- Datenquellen
- Marktleistung und Wirtschaftlichkeit
- Produktionskosten der Werbemittelträger

### Intramediaselektion
Die Intramediaselektion befasst sich mit der Wahl der Werbeträger innerhalb einer Werbeträgergruppe.
Zu den Auswahlkriterien der Intramediaselektion gehören:
- Reichweite des Mediums
- Glaubwürdigkeit des Mediums
- Image des Mediums
- Nutzpreis und Kosten des Mediums
- Verfügbarkeit des Mediums
- redaktionelles und werbliches Umfeld des Mediums